# Паньцзинь Мэнцзунь
«Паньцзинь Мэнцзунь» (кит. упр. 盘锦盟尊) — китайский футбольный клуб из городского округа Паньцзинь, провинция Ляонин, Китай. Команда выступала в качестве базы по подготовке молодых футболистов провинции. 

## История
Команда была основана на провинциальном уровне для подготовки молодых футболистов 15 января 2009 года при поддержке правительства городского округа Паньцзинь и местной компании-спонсора, при поддержке которых началась подготовка футболистов 1989 года рождения. Клубом, который выступал в качестве продвижения для молодых талантов, выступал «Ляонин Хувин»
В ноябре 2011 года была официально распущена, а ее место во всех турнирах и профессиональный статус получил клуб «Фушунь Синье». 